# فابريتسيو لاي
فابريتسيو لاي (بالإيطالية: Fabrizio Lai) هو متسابق دراجات نارية إيطالي. نافس في سباقات بطولة العالم لفئة 125 سي سي. كما شارك في بطولة العالم للسوبربايك وبطولة العالم للسوبرسبورت.

## روابط خارجية
- فابريتسيو لاي على موقع eWRC-results.com (الإنجليزية)
- فابريتسيو لاي على موقع MotoGP.com (الإنجليزية)
- فابريتسيو لاي على موقع WorldSBK.com (الإنجليزية)
- فابريتسيو لاي على موقع CONI honoured athlete website (الإيطالية)